# Temara
Temara (em árabe: تمارة) é uma cidade e município do noroeste de Marrocos, capital da prefeitura de Skhirate Temara, que faz parte da região de Rabat-Salé-Zemmour-Zaer. Em 2004 tinha 225 084 habitantes.
O município confina com a prefeitura de Rabat a norte, da qual está separada por uma zona florestada protegida chamada "cintura verde". A leste confina com as comuna rural de Mers El Kheir, a sul com Aïn Attiq e a oeste com a Harhoura. Esta última situa-se à beira do Oceano Atlântico e apesar de ser uma comuna autônoma desde 1992, é muitas vezes referida como "Témara Plage" (Praia de Temara).
A cidade está geminada desde 1982 com a cidade francesa de Saint-Germain-en-Laye.

## História
Temara foi fundada no século XII, durante o reinado do califa almóada Abde Almumine (r. 1130–1163), que ali mandou construir uma mesquita. Cinco séculos mais tarde, Mulei Ismail construiu a muralha que ainda hoje existe e fez de Temara um ribat (arrábita, fortaleza) em volta da antiga mesquita. Os sultões Abderramão (r. 1822–1859) e Mulei Abdalazize (r. 1894–1908) também desenvolveram Temara como centro religioso e militar.[carece de fontes?]
Originalmente a região era habitada por tribos Zaer e Udaias, mas atualmente encontram-se na população quase todas as etnias de Marrocos, quer devido ao antigo hábito do sultão de recompensar os militares com direitos de cultivo de terras, quer com a imigração económica das últimas décadas.[carece de fontes?]

## Economia
Até aos anos 1970 Temara foi uma região rural, cuja principal atividade económica era a agricultura. Desde então, a cidade passou por uma fase em que foi subúrbio de Rabat antes de se tornar uma das cidades vizinhas da capital mais autónomas em termos económicos. A situação privilegiada de Temara, num dos principais eixos económicos de Marrocos (Rabat-Casablanca) e a sua proximidade da capital (6 km), fomentou a instalação de indústrias e de serviços. As indústrias mais importantes são a cimenteira, mármore, cortiça, carvão, automóvel, aeronáutica, têxtil, química, eletrónica e outras altas tecnologias.[carece de fontes?]
Durante os anos 1990 o município assistiu a grandes investimentos imobiliários.